# Foro Italico (zona di Roma)
Foro Italico è la zona urbanistica 20X del Municipio Roma XV di Roma Capitale. Si estende sul quartiere Q. XV Della Vittoria.
Prende il nome dal complesso sportivo del Foro Italico del 1932.

## Geografia fisica

### Territorio
La zona confina:
- a nord con la zona urbanistica 20D Farnesina
- a est con la zona urbanistica 2C Flaminio
- a sud-ovest con la zona urbanistica 17B Della Vittoria
- a ovest con le zone urbanistiche 19A Medaglie d'Oro